# (55) Пандора
(55) Пандо́ра (лат. Pandora) — светлый астероид главного пояса, который принадлежит к спектральному классу E и по значению альбедо занимает второе место среди всех астероидов, уступая по этому показателю лишь астероиду (44) Ниса. Он был открыт 10 сентября 1858 года американским астрономом Джоржем М. Сиэрлом в обсерватории Дадли и назван в честь Пандоры, согласно древнегреческой мифологии — первой женщины на Земле, обладательницы волшебного ларца со всеми бедами и надеждой, которая неблагоразумно открыла его, выпустив в мир зло. Имя было, очевидно, выбрано Блэндиной Дадли, вдовой основателя Обсерватории Дадли, который был вовлечен в резкий спор с астрономом Б. А. Гульдом.

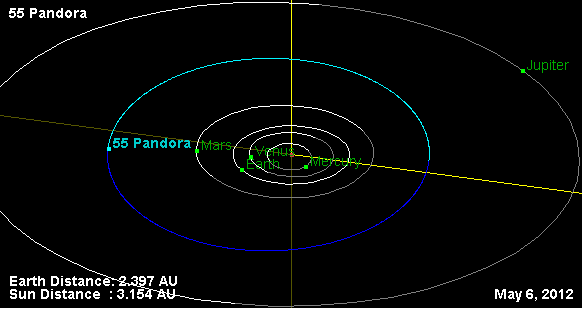
Орбита астероида Пандора и его положение в Солнечной системе

Аналогичное название имеет один из спутников Сатурна — Пандора.
Наблюдениями обнаружены значительные неоднородности в распределении химико-минералогического состава поверхностного вещества астероида, проявляющиеся при разных фазах вращения.